# Piso 21
Piso 21 ist eine kolumbianische Latin-Pop-/Reggaeton-Band aus Medellín. Im lateinamerikanischen Sprachraum inklusive den Vereinigten Staaten schon länger erfolgreich, wurde die Band im Rest der Welt durch die Single Oh Child mit Robin Schulz bekannt.

## Bandgeschichte
Piso 21 besteht aus Pablo Mejía (Pablito), Juan David Huertas (El Profe), David Escobar (Dim) und Juan David Castaño (El Llane). Der Name, übersetzt „Etage 21“, bezieht sich auf ein Gebäude in ihrer Heimatstadt Medellín, das 21 Stockwerke hatte. Im 21. Stock gibt es eine 360° Sicht über die Stadt. Dort komponierten sie ihre ersten Songs.
Die Gruppe wurde 2007 gegründet, erfolgreich wurde sie jedoch erst 2012. In diesem Jahr erschien ihr selbstbetiteltes Debütalbum über die Stars Arsis Entertainment Group. Mit dem Album wurden sie für einen Latin Grammy in der Kategorie „Best New Group“ nominiert, der Award ging jedoch an 3Ball MTY.
2014 erschien die Single Suele Suceder, zusammen mit Nicky Jam. Der Song war ein großer kommerzieller Erfolg in Lateinamerika und ihre erste Chartplatzierung überhaupt und erreichte auch die US-Tropical-Songs-Charts von Billboard.
2015 folgten weitere Singles. Der endgültige Durchbruch gelang ihnen jedoch erst 2016, als sie von Warner Music Latina unter Vertrag genommen wurden und die Single Me llamas, ein Featuring mit Maluma, die Spitze der kolumbianischen Streamingcharts erreichte. Die Single verkaufte sich erfolgreich in Argentinien und in Spanien, wo sie Vierfach-Platin erreichte. In Italien erreichte die Single Gold-Status. Auch die Nachfolge-Singles Besándote mit Anne-Marie und Déjala que vuelva mit Manuel Turizo waren ähnlich erfolgreich.
2018 veröffentlichten sie ihr zweites Album Ubuntu über Warner Music Latina. Das Album erreichte Platz 13 der Billboard Top Latin Albums Charts.
Auf dem deutschsprachigen Markt wurden sie durch den Song Oh Child bekannt, den sie zusammen mit Robin Schulz aufnahmen. Das Lied erreichte in Deutschland Position 19 der Deutschen Singlecharts. In den offiziellen deutschen Dance Top 20 erreichte die Single Position 7. Darüber hinaus platzierte sich Oh Child mehrere Tage in den Tagesauswertungen der deutschen iTunes-Charts und erreichte am 23. Juni 2018 mit Position 39 seine höchste Notierung. In Österreich erreichte die Single Position 39 und in der Schweizer Hitparade Position 84.

## Diskografie

### Studioalben
| Jahr | Titel Musiklabel                                      | Höchstplatzierung, Gesamtwochen, AuszeichnungChartplatzierungen (Jahr, Titel, Musiklabel, Platzierungen, Wochen, Auszeichnungen, Anmerkungen) | Höchstplatzierung, Gesamtwochen, AuszeichnungChartplatzierungen (Jahr, Titel, Musiklabel, Platzierungen, Wochen, Auszeichnungen, Anmerkungen) | Anmerkungen                            |
| Jahr | Titel Musiklabel                                      | Latin | ES | Anmerkungen                            |
| ---- | ----------------------------------------------------- | --- | --- | -------------------------------------- |
| 2012 | Piso 21 Star Arsis Entertainment Group                | — | — | Erstveröffentlichung: 12. Juli 2012    |
| 2018 | Ubuntu Warner Music Latina                            | Latin13 Platin · (47 Wo.)Latin | — | Erstveröffentlichung: 11. Mai 2018     |
| 2021 | El amor en los tiempos del perreo Warner Music Latina | Latin— GoldLatin | ES88 (1 Wo.)ES | Erstveröffentlichung: 19. März 2021    |
| 2022 | 777 Warner Music Mexico                               | Latin— GoldLatin | — | Erstveröffentlichung: 13. Oktober 2022 |
| 2023 | Los Muchachos Warner Music Mexico                     | Latin— ×3DreifachplatinLatin | — | Erstveröffentlichung: 9. November 2023 |

### Singles als Leadmusiker
| Jahr | Titel Album                                              | Höchstplatzierung, Gesamtwochen, AuszeichnungChartplatzierungen (Jahr, Titel, Album, Platzierungen, Wochen, Auszeichnungen, Anmerkungen) | Höchstplatzierung, Gesamtwochen, AuszeichnungChartplatzierungen (Jahr, Titel, Album, Platzierungen, Wochen, Auszeichnungen, Anmerkungen) | Höchstplatzierung, Gesamtwochen, AuszeichnungChartplatzierungen (Jahr, Titel, Album, Platzierungen, Wochen, Auszeichnungen, Anmerkungen) | Anmerkungen                                                    |
| Jahr | Titel Album                                              | Latin | ES | CO | Anmerkungen                                                    |
| --- | -------------------------------------------------------- | --- | --- | --- | -------------------------------------------------------------- |
| 2016 | Me llamas (Remix) Ubuntu                                 | Latin32 ×6Platin + Sechsfachplatin (Remix) · (21 Wo.)Latin                                                                               | ES18 ×4Vierfachplatin · (65 Wo.)ES | CO1 (41 Wo.)CO | Erstveröffentlichung: 8. Juli 2016 feat. Maluma                |
| 2017 | Besándote (Remix) Ubuntu                                 | Latin— ×2DoppelplatinLatin | ES39 Platin · (31 Wo.)ES | CO7 (25 Wo.)CO | Erstveröffentlichung: 21. April 2017 feat. Anne-Marie          |
| 2017 | Déjala que vuelva Ubuntu                                 | Latin16 Diamant + Platin · (20 Wo.)Latin                                                                                                 | ES13 ×3Dreifachplatin · (41 Wo.)ES | CO1 ×2Doppelplatin · (45 Wo.)CO | Erstveröffentlichung: 20. Oktober 2017 feat. Manuel Turizo     |
| 2018 | Te amo Ubuntu                                            | — | ES46 Platin · (22 Wo.)ES | CO4 (28 Wo.)CO | Erstveröffentlichung: 15. März 2018 feat. Paulo Londra         |
| 2018 | Te vi –                                                  | Latin28 ×2Diamant + Doppelplatin · (20 Wo.)Latin                                                                                         | ES28 ×2Doppelplatin · (25 Wo.)ES | CO5 (24 Wo.)CO | Erstveröffentlichung: 14. Dezember 2018 feat. Micro THD        |
| 2019 | Una vida para recordar El amor en los tiempos del perreo | Latin46 Platin · (2 Wo.)Latin | ES69 Gold · (5 Wo.)ES | CO17 Platin · (6 Wo.)CO | Erstveröffentlichung: 5. Juli 2019 feat. Myke Towers           |
| 2020 | Más De La Una El amor en los tiempos del perreo          | Latin34 Gold · (13 Wo.)Latin | ES— GoldES | — | Erstveröffentlichung: 4. Dezember 2020 feat. Maluma            |
| 2022 | Los cachos 777                                           | Latin50 ×3Dreifachplatin · (1 Wo.)Latin                                                                                                  | ES85 Platin · (11 Wo.)ES | — | Erstveröffentlichung: 8. Juli 2022 feat. Manuel Turizo         |
| 2025 | Volver –                                                 | — | ES54 Gold · (12 Wo.)ES | — | Erstveröffentlichung: 6. Februar 2025 mit Marc Anthony & Beéle |
| Folgende Lieder erschienen nicht als Single, wurden aber durch das Album zum Download und Streaming bereitgestellt und konnten somit eine Platzierung erlangen: |                                                          | | | |                                                                |
| |                                                          | | | |                                                                |
| 2018 | La vida sin ti Ubuntu                                    | Latin44 Platin · (7 Wo.)Latin | ES57 Gold · (9 Wo.)ES | CO15 (10 Wo.)CO |                                                                |

Weitere Singles
- 2013: Dame tu corazon (Uh-Uh)
- 2014: Suele suceder (feat. Nicky Jam)
- 2015: Hoy (feat. Florencia Arenas)
- 2015: Quítale la pena
- 2015: Delicia
- 2017: Tu héroe
- 2017: Adrenalina (feat. Maikel Delacalle)
- 2018: Puntos suspensivos (ES: Gold)
- 2019: Mami (mit The Black Eyed Peas, US: Gold (Latin))
- 2019: Voy Por Ti (mit Cali y El Dandee, US: Gold (Latin))
- 2019: Pa’ Olvidarme De Ella (mit Christian Nodal, ES: Gold, US: ×9Neunfachplatin (Latin) )
- 2020: Dulcecitos (feat. Zion y Lennox, US: Gold (Latin))
- 2020: Tomar Distancia
- 2022: Que Triste (mit Carin Leon, US: Platin (Latin))

### Singles als Gastmusiker
| Jahr | Titel Album                   | Höchstplatzierung, Gesamtwochen, AuszeichnungChartplatzierungen (Jahr, Titel, Album, Platzierungen, Wochen, Auszeichnungen, Anmerkungen) | Höchstplatzierung, Gesamtwochen, AuszeichnungChartplatzierungen (Jahr, Titel, Album, Platzierungen, Wochen, Auszeichnungen, Anmerkungen) | Höchstplatzierung, Gesamtwochen, AuszeichnungChartplatzierungen (Jahr, Titel, Album, Platzierungen, Wochen, Auszeichnungen, Anmerkungen) | Höchstplatzierung, Gesamtwochen, AuszeichnungChartplatzierungen (Jahr, Titel, Album, Platzierungen, Wochen, Auszeichnungen, Anmerkungen) | Anmerkungen                                                        |
| Jahr | Titel Album                   | DE | AT | CH | ES | Anmerkungen                                                        |
| ---- | ----------------------------- | --- | --- | --- | --- | ------------------------------------------------------------------ |
| 2018 | Ando buscando De Amor y Dolor | — | — | — | ES17 ×2Doppelplatin · (36 Wo.)ES | Erstveröffentlichung: 16. Dezember 2016 Carlos Baute feat. Piso 21 |
| 2018 | Oh Child Uncovered            | DE19 Gold · (19 Wo.)DE | AT20 Gold · (17 Wo.)AT | CH84 (6 Wo.)CH | — | Erstveröffentlichung: 22. Juni 2018 Robin Schulz feat. Piso 21     |

Weitere Gastbeiträge
- 2017: Bailame despacio (Remix) (Xantos feat. Dynell & Piso 21)
- 2017: El rehén (Xantos feat. Piso 21)
- 2018: La llave (Pablo Alborán feat. Piso 21)
- 2019: Voy Por Ti (Cali & El Dandee feat. Piso 21)
- 2020: Luna Llena (Lyanno Junto & Jerry Di feat. Piso 21)
- 2020: Dónde Estas (Remix) (Khea feat. Piso 21)

## Auszeichnungen für Musikverkäufe
| Goldene Schallplatte - Chile - 2017: für die Single Besándote - 2020: für die Single Una vida para recordar - Italien - 2017: für die Single Me llamas - Kanada - 2021: für die Single Oh Child - Kolumbien - 2020: für die Single Mami - Peru - 2020: für die Single Dulcecitos - 2020: für die Single Tomar Distancia - Vereinigte Staaten - 2023: für das Lied Felices Perdidos (Latin) Platin-Schallplatte - Chile - 2017: für die Single Me llamas - 2019: für die Single Te vi - Kolumbien - 2017: für die Single Me llamas - 2020: für die Single Pa’ Olvidarme De Ella - Peru - 2020: für die Single Mami - Spanien - 2024: für das Lied Tan bonita | 2× Platin-Schallplatte - Mexiko - 2019: für die Single Puntos suspensivos - 2019: für die Single Besándote - Peru - 2020: für die Single Pa’ Olvidarme De Ella 3× Platin-Schallplatte - Mexiko - 2019: für das Album Ubuntu - 2019: für die Single Te vi - 2019: für die Single Déjala que vuelva 4× Platin-Schallplatte - Kolumbien - 2018: für das Album Ubuntu - Mexiko - 2019: für die Single Me llamas Diamantene Schallplatte - Chile - 2020: für die Single Déjala que vuelva - Mexiko - 2018: für die Single Me llamas - 2019: für die Single Déjala que vuelva - Peru - 2020: für die Single Una vida para recordar |

Anmerkung: Auszeichnungen in Ländern aus den Charttabellen bzw. Chartboxen sind in ebendiesen zu finden.
| Land/RegionAuszeichnungen für Musikverkäufe (Land/Region, Auszeichnungen, Verkäufe, Quellen) | Gold       | Platin       | Diamant     | Verkäufe  | Quellen             |
| -------------------------------------------------------------------------------------------- | ---------- | ------------ | ----------- | --------- | ------------------- |
| Chile (IFPI)                                                                                 | 2× Gold2   | 2× Platin2   | Diamant1    | 730.000   | profovi.cl CL2      |
| Deutschland (BVMI)                                                                           | Gold1      | —            | —           | 200.000   | musikindustrie.de   |
| Italien (FIMI)                                                                               | Gold1      | —            | —           | 25.000    | fimi.it             |
| Kanada (MC)                                                                                  | Gold1      | —            | —           | 40.000    | musiccanada.com     |
| Kolumbien (ASINCOL)                                                                          | Gold1      | 9× Platin9   | —           | 190.000   | Einzelnachweis      |
| Mexiko (AMPROFON)                                                                            | —          | 17× Platin17 | 2× Diamant2 | 1.620.000 | amprofon.com.mx     |
| Österreich (IFPI)                                                                            | Gold1      | —            | —           | 15.000    | ifpi.at             |
| Peru (UNIMPRO)                                                                               | 2× Gold2   | 3× Platin3   | Diamant1    | 84.000    | Einzelnachweis      |
| Spanien (Promusicae)                                                                         | 6× Gold6   | 15× Platin15 | —           | 960.000   | elportaldemusica.es |
| Vereinigte Staaten (RIAA)                                                                    | 7× Gold7   | 31× Platin31 | 2× Diamant2 | 3.280.000 | riaa.com            |
| Insgesamt                                                                                    | 22× Gold22 | 77× Platin77 | 6× Diamant6 |           |                     |